# Kekikpınarı, Kemaliye
Kekikpınarı là một xã thuộc huyện Kemaliye, tỉnh Erzincan, Thổ Nhĩ Kỳ. Dân số thời điểm năm 2010 là 54 người.